# Sticherus simplex
Sticherus simplex là một loài dương xỉ trong họ Gleicheniaceae. Loài này được Desv. Ching mô tả khoa học đầu tiên năm 1940.